# Filologická fakulta Štětínské univerzity

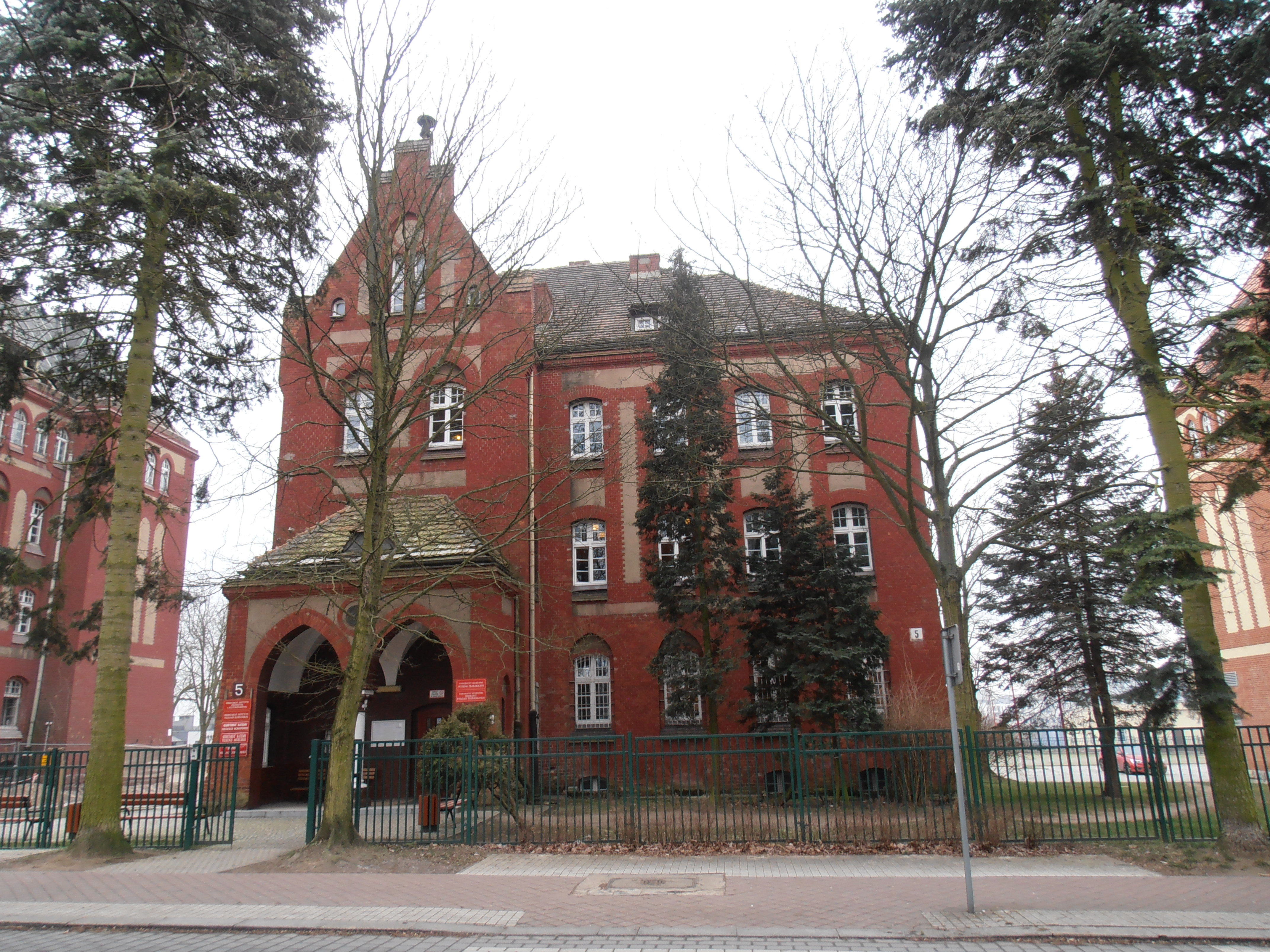
Děkanát Filologické fakulty

Filologická fakulta Štětínské univerzity (polsky Wydział Filologiczny Uniwersytetu Szczecińskiego) je jednou z nejmladších fakult Štětínské univerzity. Vznikla roku 2007 a sídlí v aleji Piastów ve Štětíně. Je tvořena čtyřmi instituty a třemi katedrami, které poskytují bakalářské, magisterské a doktorské studijní programy. 1. října 2019 byla začleněna zpět do Fakulty humanitních studií.

## Struktura
Základní organizační jednotkou fakulty zodpovědnou za organizaci výuky a poskytování zázemí pro další činnosti fakulty jsou instituty a katedry:
- Ústav polské filologie, kulturních studií a žurnalistiky
  - Oddělení dějin polského jazyka
  - Oddělení etnolingvistiky a jazykové kultury
  - Oddělení současné polštiny
  - Oddělení staré polské a osvícenské literatury
  - Laboratoř polské literatury a kultury 19. století
  - Oddělení polské literatury 20. a 21. století
  - Oddělení teorie a antropologie literatury
  - Oddělení médií a komunikace
  - Oddělení kulturních studií a srovnávacích studií
  - Laboratoř výzkumu náboženské kultury a staré literatury
- Ústav anglické filologie
  - Oddělení lingvistiky
  - Oddělení literatury
  - Oddělení anglicky mluvících kultur
- Ústav germánské filologie
  - Oddělení německého jazyka
  - Oddělení srovnávací syntaxe němčiny a jidiš
  - Oddělení aplikované lingvistiky
  - Oddělení současné německé literatury
  - Oddělení literatury a kultury německy mluvících zemí
  - Oddělení literární komparatistiky
- Katedra románské filologie
- Katedra skandinávské filologie
  - Oddělení norského jazyka a kultury
- Katedra iberských a latinskoamerických studií

## Studium
- Bakalářské studium[3]
  - polonistika
  - anglistika
  - germanistika
  - germanistika s dalším cizím jazykem
  - romanistika s cizím jazykem na výběr
  - rusistika s cizím jazykem na výběr
  - skandinavistika – norská studia
  - iberistika – španělská studia
  - žurnalistika a sociální komunikace
  - global communication
  - kulturální studia
  - lingvistika pro podnikání – rusko-polsko-německé překlady
  - psaní studia
- Magisterské studium[4]
  - žurnalistika a management médií
  - kulturální studia
  - polonistika
  - anglistika
  - germanistika
  - romanistika
- Doktorské studium
  - lingvistika
  - literární věda

## Vedení fakulty
Vedení fakulty:
- Děkan: hab. dr Adrianna Seniów, prof. US
- Proděkan pro vědu: prof. hab. dr Andrzej Skrendo
- Proděkan pro vzdělávání: hab. dr Tomasz Szutkowski, prof. US
- Proděkan pro záležitosti studentů: hab. dr Nina Pielacińska, prof. US